# Майи, Жан де
Жан де Майи́, или Жан Пирье из Майи́, он же Иоанн из Майли (фр. Jean de Mailly, Jean Pierier de Mailly, лат. Johannes de Mailliaco; около 1190 — между 1250 и 1260) — французский хронист и агиограф, монах-доминиканец из монастыря Св. Климента в Меце, автор «Сокращения деяний святых чудотворцев, или Собрания жизнеописаний святых» (лат. Abbreviatio in gestis et Miraculis Sanctorum sive summa de Vitis Sanctorum), предполагаемый составитель «Мецской всемирной хроники» (лат. Chronica universalis Mettensis).

## Биография
Родился около 1190 года в Майи-ле-Шато или Майи-ла-Виль в Бургундии, относившихся к епархии Осера, и в юности носил фамилию Пирье. Около 1220 года рукоположен был в священники и служил каноником в одном из осерских монастырей, бенедиктинском Сен-Жермен или премонстрантском Сен-Мариен.
Здесь он, вероятно, между 1228 и 1230 годами, написал первую редакцию своего «Собрания жизнеописаний святых» (лат. Abbreviatio in gestis et Miraculis Santorum). Судя по отдельным замечаниям во второй, дополненной редакции этого труда, между 1230 и 1240 годами он вступил в Орден монахов-проповедников. После чего перебрался в его приорат в Меце в Лотарингии, так как в Осерской епархии доминиканцы в то время ещё не обосновались. Предполагается, что он не проживал там, однако, постоянно, а постоянно переезжал из одной обители в другую, как это предписывалось уставом ордена.
Не позже 1243 года он переехал в Мец, где закончил третью редакцию своего агиографического сборника, но и в этом случае не жил там постоянно, постоянно посещая разные монастыри, но всегда возвращаясь при этом в город.
Дата смерти его точно неизвестна, но её возможно поместить между 1250 и 1260 годами. Основанием для датировки служит указание в трактате «О семи дарах Св. Духа» (лат. De septem donis Spiritus Sancti), или «О различных материях, похвалы достойных» (лат. De diversis materiis praedicabilibus), завершённом не позже 1261 года инквизитором-доминиканцем Этьеном де Бурбоном, который, цитируя «Мецскую хронику», указывает, что автор её давно умер.

## Сочинения

### «Мецская всемирная хроника»
Составлявшаяся и, вероятно, дополнявшаяся де Майи «Мецская всемирная хроника» (лат. Chronica universalis Mettensis) относится к распространённому в Средние века жанру компилятивных всемирных историй, начинавших изложение с сотворения мира. Как правило, в начальной своей части подобные сочинения не были оригинальными, представляя исторический интерес лишь в главах, описывающих современные автору события.
Среди источников, использованных де Майи, следует выделить, прежде всего, хронику Евсевия Кесарийского и продолжение её Иеронимом Стридонским, поскольку именно у них он заимствовал структуру своего труда, а также исторические труды Кассиодора, Беды Достопочтенного, Гуго Сен-Викторского, Петра Коместора, Оттона Фрейзингенского, Робера из Осера, «Хронику Жильбера» (лат. Chronicon Gilberti), «Ранние Мецские анналы», «Тибуртинские анналы» (лат. Annales Tiburtini) и «Пантеон» Годфрида Витербоского.
Оригинальная структура «Мецской хроники» изначально служила утилитарным целям. В первой её редакции, составленной между 1243 и 1246 годами, страницы делились на столбцы, содержавшие даты от рождения Авраама и демонстрировавшие чередование правителей главных царств известного тогда мира. Первый из четырёх столбцов содержал датировки, остальные три — описание событий; при этом на внешнем поле сообщалась преемственность епископов Меца. Каждая страница представляла собой 50-летний исторический цикл, тогда как полный разворот рукописи должен был охватывать целое столетие. Схема прерывалась рождением Христа, после чего приводились авторские соображения относительно датировки его Рождества и Страстей. Таким образом, события каждого века разворачивались перед читателем на обе стороны.
Во второй редакции, излагающей события уже от Рождества Девы Марии до 1250 года, де Майи решил отступить от изначальной структуры, фактически переписав в 1251—1255 годах своё сочинение. В новом варианте сохранялось деление на столбцы, но исчезла разбивка по 50-ти годам на каждую страницу. Усилия автора сосредоточились на создании более связной версии произведения, однако при этом возникли расхождения из-за несовместимости информации разных источников. Как только де Майи замечал, что не может сохранить идеальную связность изложения, он отказывался от работы над новой редакцией и возвращался к первоначальной. 
Несмотря на то что перечисление лет в хронике доводится до 1352 года, последние заметки о событиях касаются фактов 1254 года, и, по всей вероятности, написание произведения закончилось на этой дате, возможно, в связи со смертью автора. Наличие характерных правок в датируемой XIII веком рукописи хроники из Национальной библиотеки Франции (MS lat 14593) свидетельствует о наличии у автора нескольких помощников, один из которых, возможно, продолжил её до 1274 года.
Жан де Майи первым в своей хронике привёл под 1243 годом легенду о папессе Иоанне, которую не позже 1261 года пересказал в своём трактате «О семи дарах Св. Духа» (лат. De septem donis Spiritus Sancti) вышеназванный Этьен де Бурбон, а около 1278 года включил в свою «Хронику пап и императоров» Мартин Опавский, служивший в 1260—1270 годах капелланом у нескольких пап. Изложенная затем Птолемеем из Лукки в «Новой истории церкви» (1317), она обработана была Джованни Боккаччо в сборнике биографий «О знаменитых женщинах» (1361).
Не называя Иоанну по имени, де Майи датирует её понтификат 1099—1105 годами, примерно двумя с половиной столетиями позднее, нежели Мартин, произвольно передвигая при этом на 1106 год вступление на престол папы Пасхалия II (1099—1118). «Вопрос касается некоего папы, или, скорее, папессы, — сообщает он, — которая не внесена в список пап и епископов Рима, поскольку она была женщиной, выдававшей себя за мужчину и ставшей благодаря своему нраву и способностям секретарем курии, затем кардиналом и, наконец, папой. Однажды, когда она садилась на своего коня, она родила ребенка. Немедленно в соответствии с римским правосудием ее привязали за ноги к хвосту лошади, поволокли, а народ на протяжении половины лиги забрасывал ее камнями. И где она испустила дух, там ее и предали земле, и на этом месте написано: “Петр, отец отцов, поведай [всем] о родах папессы (Petre, Pater Patrum, Papisse Prodito Partum)“. Тогда же был впервые установлен четырехдневный пост, названный “постом папессы”». Сообщение Майи о папессе сопровождается пометкой «проверить» (лат. require), что говорит о легендарном и устном характере его источника, нуждавшегося, по его мнению, в документальных подтверждениях.
Долгое время «Мецскую хронику» считали анонимной и не связывали с личностью де Майи. Впервые на возможное авторство последнего указал в 1902 году Огюст Молинье, но обосновал лишь в 1946 году её убедительно сумел обосновать учёный доминиканец Антуан Дондан, объявив вышеназванную рукопись MS lat 14593 автографической. Главным аргументом Дондана стали указания, содержащиеся в трактате Этьена де Бурбона, а также содержащиеся в тексте последнего многочисленные параллели и совпадения с трудом де Майи. Немало общего обнаружено было Донданом между текстом хроники и «Сокращением деяний святых», в первую очередь одинаковое пристрастие к мнемоническим формулам, аналогичное внимание при попытке разрешить путаницу в отношении преемственности первых пап, а также общие агиографические источники, довольно редкие.
Известно не менее четырёх рукописей хроники:
- Национальная библиотека Франции, Париж. MS lat. 14593, ff. 228-261 (rec. I); 264-279v. Из собрания аббатства Сен-Виктор, XIII век.
- Библиотека Арсенала, Париж, ныне собрание Национальной библиотеки Франции, MS 985, f. 4v, XIII век.
- Муниципальная библиотека Труа. Fonds ancien, MS 386. Из библиотеки Буйе, около 1283 года.
- Университетская библиотека Берна. MS 29, ff. 164r-196v. Из собора Святого Этьена в Меце, XIV век.

Научное издание её выпущено было в 1879 году в Ганновере в 24-м томе академической серии «Monumenta Germaniae Historica» (Scriptores) под редакцией немецкого историка Георга Вайца, назвавшего её возможного автора «Петром из Майли» (лат. Petrus de Malliaco). При этом вводные главы были опущены, и опубликованный текст с продолжением охватывал события с 47 года н. э., начала легендарного правления епископа Климента Мецского (ум. 300), и кончая созывом папой Григорием X Второго Лионского собора (1274).

### «Собрание жизнеописаний святых»
«Сокращение деяний святых чудотворцев, или Собрание жизнеописаний святых» (лат. Abbreviatio in gestis et Miraculis Sanctorum sive summa de Vitis Sanctorum) написано было между 1228 и 1230 годами, в 1234-м основательно переработано и в окончательной третьей редакции, включавшей в себя 177 биографий, завершено около 1243 года. Оно представляет собой сборник адаптированных для учебно-дидактических и прозелитических целей агиографических легенд и является первым в своём роде произведением жанра легендариума, появившегося вместе с нищенствующими католическими орденами, нуждавшимися в литературе для странствующих проповедников.
Перерабатывая тексты доступных ему житий святых, ле Майи не только сокращал канонические, но и исключал вовсе проблемные с доктринальной точки зрения, малоизвестные провинциальным клирикам и мирянам, о чём сам сообщил в содержавшемся в прологе обращении к приходским священникам (лат. parochiales presbiteros), заявляя, что создаёт для них, в первую очередь, пособие для проповедей.
Местом написания первой редакции сборника является, скорее всего, Осер, поскольку многие детали, в частности, описание произошедшего там в 1225 году чуда, а также ряд географических подробностей, список местных святых и литургический календарь, связывают это произведение с епархией этого города. Помимо этого, выявлены заимствования и стилистические связи между «Сокращением деяний святых чудотворцев» и рукописями, до сих пор хранящимися в Осерской библиотеке, включая малоизвестный трактат XII века «Обретение креста» магистра Варнериуса, а также автограф всемирной хроники каноника премонстрантского аббатства Сент-Мариен Робера из Осера (1212).
Вторая редакция «Сокращения» была создана после 1234 года, после вступления Жана в орден проповедников, поскольку в него включено жизнеописание канонизированного в этом году Св. Доминика. Другими основаниями для датировки редакции является добавление двух чудес Пресвятой Богородицы, одно из которых произошло в 1230 году, а другое в период, когда Иордан Саксонский (1190—1237) был генеральным магистром ордена, т. е. между 1222 и 1237 годами. Место написания второй редакции является предметом дискуссии, поскольку автор в этот период много путешествовал, однако встречающиеся в ней отдельные намёки, распространение её сохранившихся рукописей, а также включение в сборник, наряду с житиями Юлиана Оверньского, Юлиана Ле-Манского и Юлиана Странноприимца, свидетельств о Св. Юлиане и Василиссе свидетельствуют в пользу центральной Франции, скорее всего, Парижа или Клермон-Феррана.
Вторая версия содержит изменения, продиктованные расширением круга читателей от провинциальных священников до монахов всего доминиканского ордена, проповедовавших в XIII столетии, главным образом, в городах. В соответствии с возросшими требованиями, в текст добавляются обширные цитаты из трудов Отцов Церкви и критические размышления по поводу двусмысленности агиографической традиции. Вступив в доминиканский орден, автор, несомненно, обеспечил себе доступ к новым книжным собраниям, а также обзавёлся помощниками, о чём свидетельствуют многочисленные следы редактирования и исправления ошибок.
Третья редакция сборника, вне всякого сомнения, написана была в Меце, где автор его провёл последнюю часть своей жизни, о чём свидетельствует также интегрирование в него местной агиографической традиции. В двух манускриптах жизнеописаний имеются колофоны с указанием на то, что завершены они там были в 1243 году. В одном из них, датированном XIII веком, происходящем из собрания целестинского аббатства Св. Марии в Меце и хранящемся ныне в Публичной библиотеке Берна (MS 377), основной текст сопровождается пространным дополнением, свидетельствующим о том, что автор не считал свою работу завершённой, подбирая материалы для ещё одной, расширенной редакции, работу над которой завершить не успел.
«Собрание жизнеописаний святых» Жана де Майи получило широкую известность, главным образом из-за доступности стиля и живости и простоты языка, и читалось и переписывалось не только во Франции, но и в Англии и Италии, послужив источником для «Золотой легенды» Иакова Ворагинского (1260). Содержащееся в нём пророчество о чуде Св. Климента Мецского (ум. 300) заимствовано было Винсентом из Бове (1244—1247).
Сохранилось не менее 34 полных и фрагментарных его рукописей, находящихся ныне в собраниях Ватиканской апостольской библиотеки, Папской библиотеки Антониана, Епископальной семинарской и университетской библиотек в Падуе, Национальной библиотеки Франции и библиотеки Мазарини в Париже, Королевской библиотеки Бельгии в Брюсселе, Бодлианской библиотеки и библиотеки Баллиол-колледжа Оксфордского университета, библиотеки колледжа Питерхаус Кембриджского университета, университетской библиотеки Мессины, библиотеки Лондонского общества антиквариев, а также городских библиотек Осера, Безансона, Базеля, Трира, Брюгге, Сан-Даниеле-дель-Фриули и Новары.
Критическое издание сборника увидело свет в 1947 году в Париже под редакцией вышеназванного Антуана Дондана. Новейшая академическая публикация подготовлена была в 2013 году во Флоренции профессором Молизского университета (Кампобассо) Джованни Паоло Маджиони, и там же в 2017 году им переиздана с исправлениями и дополнениями.

### Каталог святых
Составлен был Жаном в период между двумя редакциями всемирной хроники и включает около 590 имён, расположенных в хронологическом порядке, в соответствии с датировками их смерти (лат. dies natalis), и разделённых на три категории: мученики, исповедники и женщины. Каждая категория подвижников, приурочена, в свою очередь, к правлению определённого императора, от Тиберия до Фридриха II, и заканчивается именами, которых расположить по хронологии не удалось. Наличие определённых ошибок иногда объясняют нерадивостью возможных помощников де Майи или его пожилым возрастом.
Список является не самостоятельной работой, а подготовительным материалом для крупного агиографического труда. Ряд деталей позволяет предполагать, что это не было вышеописанное «Собрание жизнеописаний святых», зато прослеживаются явные связи с «Зерцалом историческим» Винсента де Бове. Конкретно каталог почти полностью совпадает со списками святых, присутствующими в трудах последнего, прослеживаются и определённые стилистические параллели. Однако непосредственную связь между произведениями обоих авторов установить не удалось, а тот факт, что перечень де Майи составлен был уже после завершения работы над «Зерцалом», заставляет скорее предполагать наличие общего источника.

### Генеалогия епископа Арнульфа Мецского
На титульном листе парижской рукописи «Сокращения деяний святых» имеется генеалогическое древо Святого Арнульфа из Меца (VII в.), вероятно, нарисованное самим Жаном. Эта вставка напрямую связана с текстом сборника, фактически левая ветвь древа полностью соответствует содержанию его дополнительной главы. Составляя древо, де Майи, очевидно, сравнивал различные источники, пытаясь прийти к согласованному синтезу всей информации, в частности, извлечённой из «Genealogia ex lineage Santi Arnulphi subdentium Mettensis» и «Истории франков» Григория Турского.

## Издания и переводы
- Chronica universalis Mettensis, edidit Georg Waitz // Monumenta Germaniae Historica. — Tomus XXIV. — Hannover, 1879. — pp. 502–526. — (Scriptores).
- Le P. Jean de Mailly. Abrégé des gestes et miracles des saints, traduit du latin par Antoine Dondaine. — Paris: Cerf, 1947. — 526 p. — (Bibliothèque d'histoire dominicaine, 1).
- Jean de Mailly. Abbreviatio in gestis et miraculis sanctorum: supplementum hagiographicum, editio princeps a cura di Giovanni Paolo Maggioni. — Firenze: Edizioni del Galluzzo, 2013. — cxcviii, 588 p. — (Millennio medievale. Testi, 97). — ISBN 978-88-8450-368-8.
- Jean de Mailly. Dieci secoli di Francia cristiana: Abbreviatio in gestis et miraculis sanctorum, traduzione italiana a cura di Valerio Ferrua, con la collaborazione di Gabriella Dogliani e una saggio di Giovanni Paolo Maggioni. — Firenze: Nerbini, 2017. — 447 p. — (Biblioteca di memorie domenicane, 16). — ISBN 978-88-6434-263-4.